# Kisangani (ER)
Kisangani is de tweeëntwintigste aflevering van het negende seizoen van de televisieserie ER, die voor het eerst werd uitgezonden op 15 mei 2003.

## Verhaal
Na weken van persoonlijke tegenslagen heeft dr. Carter besloten om zijn collega dr. Kovac te helpen in het door oorlog verscheurde Congo, hij laat Lockhart verbouwereerd achter. Hij komt er snel achter dat het werken in Congo niet te vergelijken is met het werken in een veilig Amerika. Als hij later herenigd wordt met dr. Kovac ontdekt hij dat dr. Kovac een relatie heeft met de Franse/Canadese verpleegster Gillian. Dan gaan dr. Carter, dr. Kovac, Gillian en twee verpleeghulpen naar een afgelegen verpleegpost om daar een inentingsprogramma op te zetten. Daar worden zij al vrij snel betrokken in een gewelddadige strijd tussen rivaliserende stammen. Zij besluiten te evacueren en als zij willen gaan weigert dr. Kovac de patiënten in de steek te laten en blijft bij hen. Later verlaat dr. Carter Congo om terug te keren naar Chicago, daar aangekomen zoekt hij meteen Lockhart op die in haar huis ligt te slapen. 

## Rolverdeling

### Hoofdrollen
- Noah Wyle - Dr. John Carter
- Goran Višnjić - Dr. Luka Kovac
- Maura Tierney - verpleegster Abby Lockhart

### Gastrollen (selectie)
- Simone-Élise Girard - Gillian
- Abdul Ayoola - Patrique
- Pragna Desai - Angelique
- Barbara Eve Harris - Sakina
- Charles Anchang - echtgenoot
- Earl Houston Bullock - Thorpe